# Dolmen de Pedra Branca
Le dolmen de Pedra Branca est un dolmen  situé dans la freguesia de Melides (pt), sur le territoire de la municipalité de Grândola (district de Setúbal, Portugal),. 
Il est classé Bien d'intérêt public (Catégorie IIP)  depuis 1990 .

## Description
Ce monument mégalithique isolé sur une colline a été construit pendant le Néolithique final, (vers 2500 av. J.-C.). Il a été réutilisé à l'époque chalcolithique, à partir de 2000 av. J.-C..
Il s'agit d'une chambre funéraire polygonale d'environ 3,85 m de diamètre, formée de sept orthostates et d'un couloir bien défini, marqué par cinq piliers, de forme trapézoïdale et recouvert de dalles transversales, ayant été à l'origine recouvert par un tertre (tumulus).
Fouillé par O. da Veiga Ferreira, du Musée d'études géologiques portugais, ce monument préhistorique a livré de nombreuses pièces de mobiliers (pointes de flèches, des lames de silex, plusieurs perles et plaques en forme de disque en schiste, une idole-phalange et quelques objets en céramique) correspondant aux sépultures du Néolithique tardif. D'autres matériaux proviennent des deux tombes attribuables à l'époque chalcolitique, parmi lesquels les vases de « céramique en cloche » méritent une mention spéciale. De ces deux tombes un total de 65 sépultures en position foetale.

## Galerie

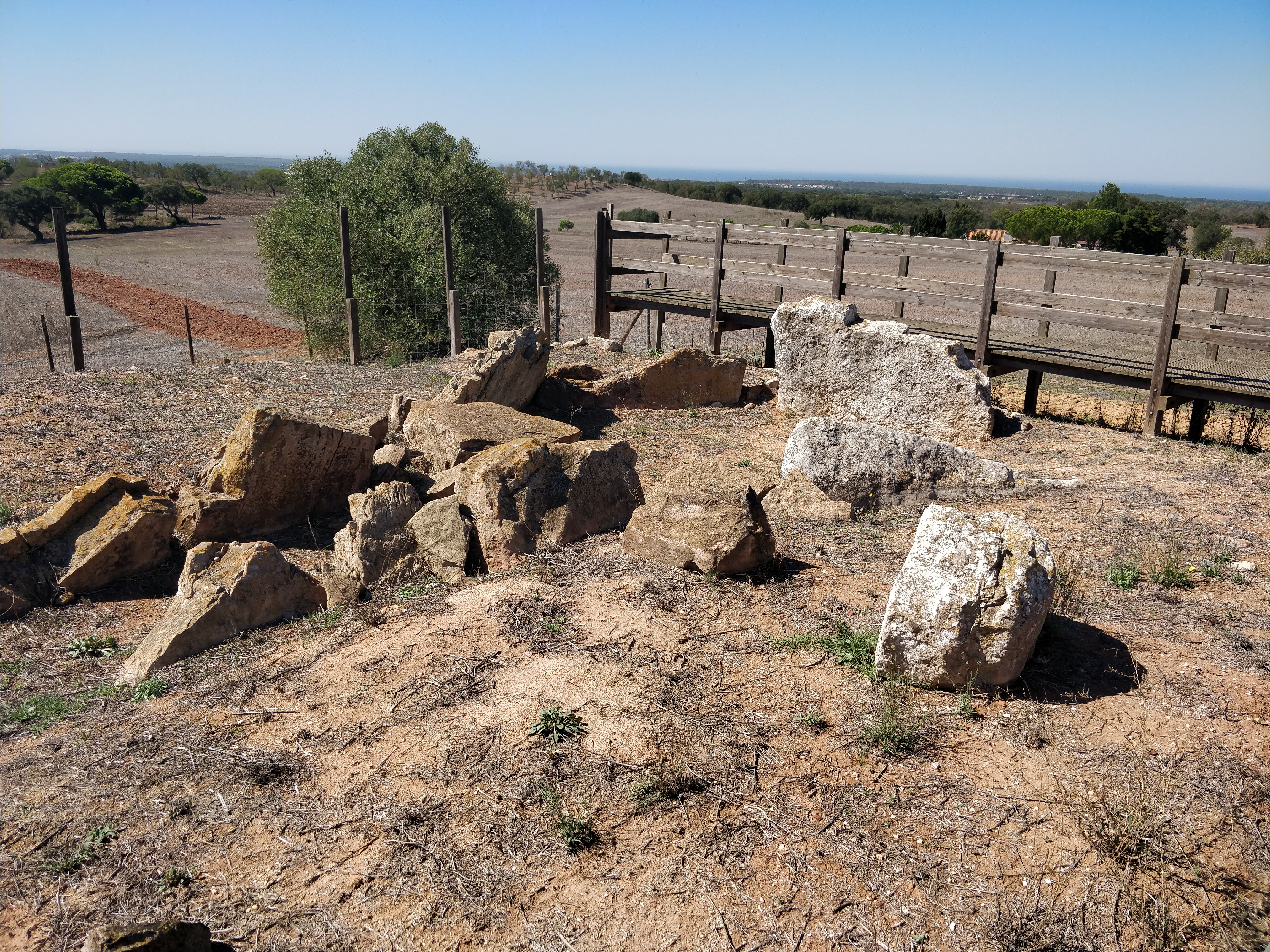
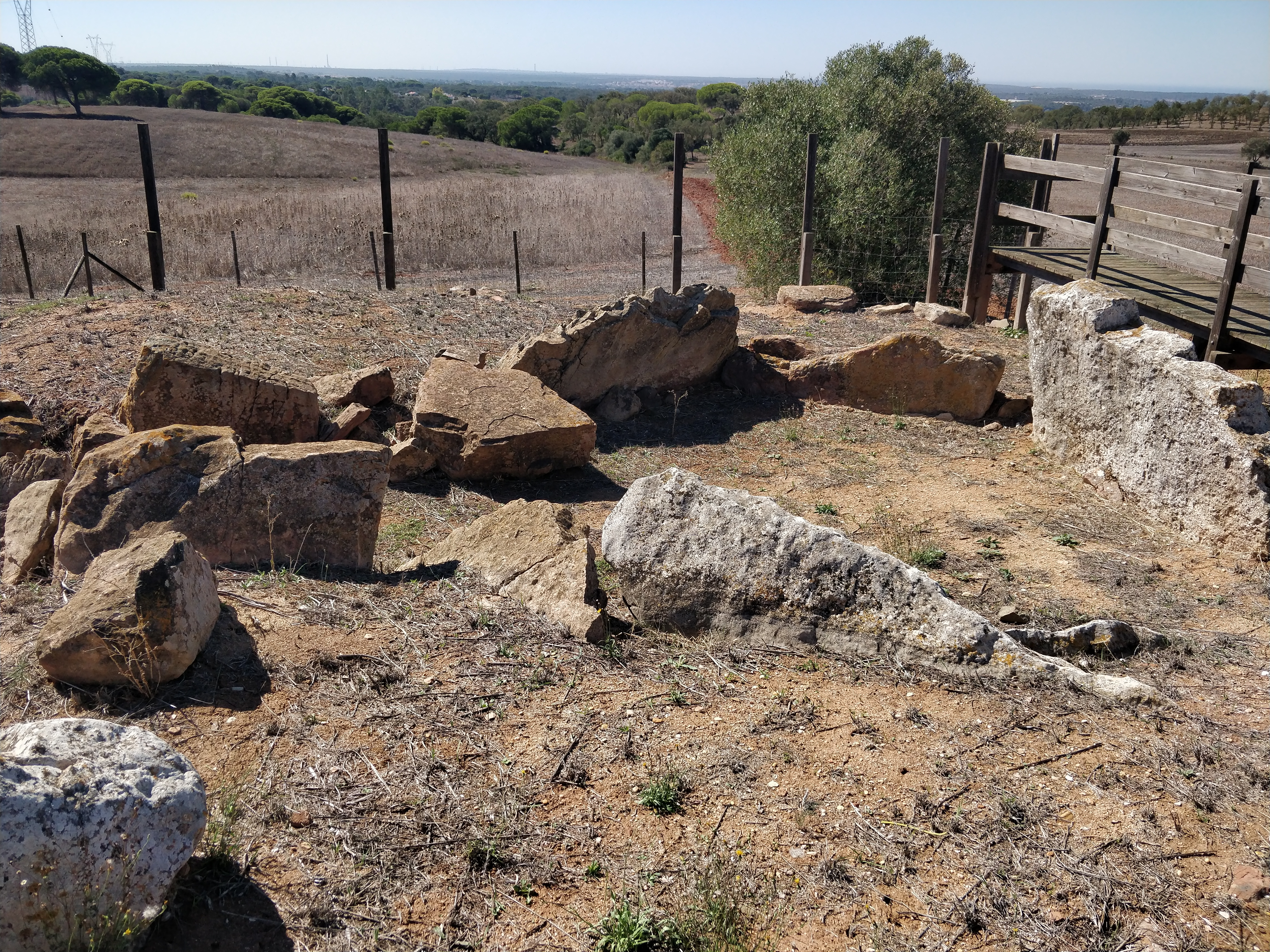